# Terêncio Máximo
Terêncio Máximo (em latim: Terentius Maximus) foi um usurpador romano conhecido por ser o Pseudo-Nero que se revoltou durante o reinado de Tito, sem sucesso. Ele se parecia com Nero e agia como ele, sendo conhecido por também cantar acompanhando uma lira.
Ele conquistou seus primeiros seguidores na Ásia e mais ainda durante sua marcha até o Eufrates. Ele posteriormente fugiu para a Pártia e tentou conseguir lá apoio alegando que os partas lhe deviam (afinal ele seria Nero) pela devolução da Armênia. O xainxá arsácida Artabano III recebeu-o e começou os preparativos para (re)instalá-lo no trono somente para irritar Tito. Contudo, ele foi executado assim que sua verdadeira identidade foi revelada.